# ラブボディー
「ラブボディー」は、長澤奈央の4作目のシングル。2005年7月27日にavex traxからリリースされた。
テレビ番組「ウルトラヒロイン」オープニング曲。

## 収録楽曲
出典：
1. ラブボディー [3:54]
作詞・作曲：都田和志、編曲：芳賀洋介
2. Mind [3:55]
作詞・作曲：都田和志、編曲：芳賀洋介
3. ラブボディー （Instrumental）
4. Mind（Instrumental）